# 胤祥
怡賢親王胤祥（穆麟德轉寫：In Siyang；1686年11月16日—1730年6月18日，號青山，室名安樂堂、與善堂、文輝園，生於康熙二十五年十月初一日，卒於雍正八年五月初四日），清圣祖康熙帝十三子，母敬敏皇贵妃章佳氏，同胞妹為皇十三女和硕温恪公主和皇十五女和硕敦恪公主。清朝有史以来第九位铁帽子王，也是第一位恩封的铁帽子王。胤祥於清世宗雍正帝在位時曾改名「允祥」，待其逝世後，朝廷頒布御旨，特准胤祥以原名賜葬，為康熙帝諸皇子中唯一獲准改回本名者。雍正皇帝常賜恩於怡親王，並於其死後多次下詔強調，胤祥在世時所受之皇恩，對其後代子孫不得減免，可見兄弟感情深厚。入祀贤良祠。

## 生平

### 早年
胤祥生於康熙二十五年十月初一日（1686年11月16日），為康熙帝第十三子，母親是敬敏皇貴妃章佳氏。
康熙二十八年（1689年），其母章佳氏與皇八子允禩之母衛氏一同晉為嬪級。
康熙三十八年七月二十五日，其母章佳氏去世，被追封為敏妃，遺體被安放在景陵的琉璃花門之內。
康熙四十七年九月初四日，康熙帝在痛斥太子的滿文上諭中，同時提到對其黨羽的處置方法，稱「十三阿哥，朕另有處置」，與被正法的索額圖之子格爾芬、阿爾吉善等，以及被拴九條鐵索，於家中圈禁的馬齊之子富爾敦並列在一起。同年九月十八日，內務府向康熙帝詢問要如何處置皇太子處包衣大、飯茶上人，以及十三阿哥處飯茶上人時，得旨：「將包衣大、飯茶上人均行退去，交給他們各自的佐領、管領當差行走」。
康熙四十九年六月，胤祥與胤祉、胤禵一同呈上滿文請安奏摺時，康熙帝硃批：「胤祥非系甚勤習忠孝之人，爾等若將其放縱，必在一處踉蹌，不可不防」。
胤祥後來跟随胤禛（日後雍正帝），曾出任軍職，掌管駐京禁軍，为他其後的政绩打下好基础。
在雍正于1722年继位之前，雍正与胤祥关系融洽，二人经常有诗歌相往来，雍正即位前胤祥给他的赠诗有三十二首之多。雍正在怀念自己弟弟的《和硕怡贤亲王祭文》中写道：“贤弟克尽恭兄之道，朕兄深笃友弟之情。天伦至乐，宛如昨日事也。”

### 雍正朝
康熙六十一年（1722年），雍親王胤禛登基，以次年為雍正元年。因此避帝讳改名允祥，而在康熙帝駕崩的第二天，雍正帝任命允祥為總理事務大臣，並於同日恩封为和碩怡親王，寻命总理户部三库。雍正元年（1723年），命总理户部。十一月，雍正谕，曰：「怡亲王於皇考康熙时，敬谨廉洁，家计空乏，举国皆知」。雍正三年（1725年），總理京畿水利營田事務。又任第一任首席军机大臣，筹备西北用兵事宜，兼管汉军侍卫，负责圆明园八旗禁卫，负责造办处，为雍正帝勘陵（清西陵，在今河北易縣），接见传教士，处理河患和水利。
雍正元年（1723）分封允祥为怡親王（隶属正蓝旗）时，根據雍正旨意，原來允祥兼管的（内务府）佐領人丁全部劃歸怡親王府屬下，又於親王定額之外增加一、二、三等護衞共20員，每佐領下添給親軍二名（据《清實錄雍正朝實錄》）。
雍正三年（1725年），三年服满，以允祥总理事务谨慎忠诚，从优议叙复加封郡王，任允祥於他的所有兒子中指定一位加封为郡王，允祥固辞不敢承。授命总理畿辅水利营田。同年八月，加俸银万。京畿被水，命往勘。當允祥得知江南水道，每到雨季，河水氾濫成災，他奏請修復江南水利，指導規劃。又奏請，酌減蘇松浮糧。
雍正四年（1726年）七月，雍正帝御书“忠敬诚直勤慎廉明”匾賜予怡親王允祥。
雍正七年（1729年）六月，命允祥办理西北两路军机。同年十月，雍正命增加儀仗一倍。十一月，允祥有疾。
雍正八年（1730年）五月，允祥疾笃，雍正帝亲临视，及至，允祥已薨，享年四十四歲。雍正悲恸，為此辍朝三日。並到翌日，雍正亲临奠，谕曰：「允祥薨逝，中心悲恸，饮食无味，寝卧不安。允祥事朕八年如一日，自古无此公忠体国之贤王，朕待允祥亦（破例）宜在常例之外，今朕為允祥素服一月」。雍正帝御制《和碩怡賢親王碑文》（载《钦定八旗通志》卷首，翰林陈万策 (康熙进士)恭撰）。雍正八年，入祀贤良祠前室第一位（载《钦定八旗通志：八旗祀典二》卷82）。
雍正帝褒獎允祥曾對雍正朝的治績助力很大，因此雍正帝賜予世襲罔替的恩典，成為大清建國以來第九位鐵帽子王。允祥薨後，雍正帝親賜谥号为贤，並以“忠敬诚直勤慎廉明”八字冠於他的谥號上，全稱為“忠敬誠直勤慎廉明和碩怡賢親王”，以表彰允祥在雍正朝的貢獻。並配享太廟，並下旨將原需避雍正名諱而改名“允祥”（穆麟德轉寫：Yūn Siyang）中的“允”字變回“胤”字，成为雍正朝唯一的一位最终得以在名字中保留“胤”字的皇帝兄弟。雍正还特意强调：“凡朕加与吾弟之恩典，后代子孙，不可任意稍减。佐领属下等项，亦不可挪移更改”。海淀白家疃等十三村民請為怡贤親王建祠，朝廷答允，撥官地三十餘頃為祭田，免租賦。乾隆年間，祀盛京賢王祠，下命王爵世襲。
胤祥的怡亲王府旧府位于北京王府井大街路东（东至校尉胡同，北到金鱼胡同，南至帅府园胡同），胤祥去世后，尊其遗愿，将该府改为贤良寺，寺名由雍正帝钦赐。雍正三年受赐交辉园（后乾隆帝将其划归御园绮春园）。曾拥有刑部尚书巢可託创建的私家园林，后传递给其子宁郡王弘晈。
怡贤亲王胤祥墓地（怡贤亲王墓），坐落于今河北省保定市涞水县水东村。胤祥去世后，根据其生前功德，经雍正特准，各地建有几处怡贤亲王祠，分别位于今北京海淀区温泉镇白家疃、北京房山县（由内务府总管年希尧建）、扬州江都县茱萸湾（雍正八年赐建，乾隆十六年清高宗改共祀关帝与贤王并御书匾额，载《扬州府志：祠祀》）、苏州山塘街的普济桥畔、杭州金沙港（雍正八年由浙江总督李卫建）、盛京（沈阳外攘门（小西门）外街北）。　　
著有《交辉园遗稿》、《怡仁堂诗稿》（子怡僖親王弘晓整理，刊刻于乾隆四年（1739））。

## 家庭
- 生母敬敏皇貴妃章佳氏。其族亲家族有正白旗满洲、乾隆五十四年（1789年）己酉科进士那彥成家族，镶黄旗满洲、雍正元年（1723年）癸卯恩科進士尹繼善家族。

### 妻妾
- 嫡福晉兆佳氏，正白旗满洲、吏部尚書恭勤公瑪爾漢之女，始祖觉色（载《八旗滿洲氏族通譜》卷31）。世宗曾在奏折中告訴直隶总督有關怡王不喜欢兆佳氏之二弟关柱之事。兆佳氏所出之女因聰慧而被世宗撫養在宮中，後被封為和碩和惠公主。和惠公主去世後，兆佳氏於北京撫養公主之子桑齋多爾濟。桑齋多爾濟因與俄国人通商而被高宗削爵勒令在家闭门思過時，他专门奏请给外祖母兆佳氏穿孝服丧。
- 側福晉富察氏，佐領僧格之女。
- 側福晉烏蘇氏，怡賢親王府正蓝旗包衣佐领、頭等護衛金保之女。[据《八旗滿洲氏族通譜》卷37，烏蘇氏始祖“僧住塔禮，正藍旗人，世居長白山地方，國初來歸。其孫尼隆阿、瑚西里、布思泰俱原任佐領；曾孫沙拜原任光禄寺卿兼佐領，邦紐由佐領過北京征山東……授騎都尉。……四世孫金保現任頭等䕶衞兼佐領”；又据《钦定八旗通志》，家族（记为海兰地方）世袭正蓝旗满洲第五㕘领第十一佐领，金保先任第一任正蓝旗包衣第四参领第二佐领（此佐领系雍正元年（1723）分封怡贤亲王胤祥时设立），后调任正蓝旗满洲第五㕘領第十一佐領，卒于任上；胞姊烏蘇氏，汉姓吴氏，嫁内务府正白旗满洲、雍正二年（1724）甲辰科举人索綽絡氏富寧（胞侄乾隆二年（1737年）丁巳恩科进士德保）]。
- 側福晉瓜爾佳氏，郎中阿哈占之女。最晚在康熙四十二年入府，根據康熙四十五年《玉牒》的記載，第十三子胤祥位下有已生育侍妾黃雅寨氏，應為後來的側福晉瓜爾佳氏。
- 庶福晉石佳氏，領催莊格之女。
- 庶福晉納喇氏。其胞兄怡亲王府首任正蓝旗包衣第四參領第一佐領、康熙三十六年（1697）袭二等輕車都尉佟保貴（又同保貴），父吳爾敦，祖父雅爾泰，曾祖伯父镶黄旗包衣佐领、二等轻车都尉阿哈碩色，高祖諾錫（家族世职世袭载《钦定八旗通志：正蓝旗满洲世职》卷290）。家族初隶内务府镶黄旗包衣籍，后转隶正蓝旗包衣籍。始祖“諾錫，正藍旗包衣人，世居烏喇地方，来歸年分無考。其子阿哈碩色初任包衣佐領，定鼎燕京時以其在太宗文皇帝時曾經効力，授騎都尉，三遇恩詔加至二等輕車都尉”（载《八旗滿洲氏族通譜》卷23）。雍正二年，在内务府旗人选秀中被指婚予怡親王為庶福晉，蓋因當時怡親王位下的側福晉已超額一人。
- 除側福晉烏蘇氏（汉姓吴氏）、庶福晉那拉氏家族均有成员担任胤祥怡亲王府佐领之外，正蓝旗汉军进士吉惠 (道光进士)的多位家族前辈亦出任怡亲王府佐领，吉惠的高祖二等侍卫胡照娶慧贤皇贵妃之嫡堂姐高佳氏。

### 子
- 生子9人，成年4人。
- 第一子：已革贝勒弘昌（五子）康熙四十五年丙戌十一月十日子时生，乾隆三十六年薨，年六十六岁。母侧福晋瓜尔佳氏。
- 第二子：未有名，康熙四十七年戊子十月初一日丑时生，康熙四十八年己丑二月二十日亥时卒，年一岁。母庶福晋石佳氏。
- 第三子：追封贝勒弘暾（无嗣，过继三子）康熙四十九年庚寅十二月二十日丑时生，雍正六年戊申七月二十日辰时卒，年十八岁。母嫡福晋兆佳氏，嫡夫人富察氏。（弘暾未与富察氏完婚便卒，后允祥去世时，雍正表彰富察氏守节，封弘暾为贝勒，封其为贝勒夫人，命兆佳氏收其为媳。《宗谱》记弘暾有三子，分别是从弘昌、弘晈、弘晓处承继来的，然而过继来的长子，次子皆早夭，就收养了弘晓的儿子。）
- 第四子：宁良郡王弘晈（二子）康熙五十二年癸巳五月二十五日辰时生，乾隆二十九年薨，年五十二岁。母嫡福晋兆佳氏。
- 第五子：弘㫛（无嗣）康熙五十五年丙申正月初七日寅时生，康熙六十一年卒，年七岁。母嫡福晋兆佳氏。
- 第六子：追封贝勒弘昑（无嗣）康熙五十五年丙申八月初九日卯时生，雍正七年卒，年十四岁。母侧福晋乌苏氏。
- 第七子：怡僖親王弘晓（九子）康熙六十一年壬寅四月初九日丑时生，乾隆四十三年薨，年五十五岁。母嫡福晋兆佳氏，袭封亲王爵，谥曰僖。
- 第八子：绶恩（无嗣）雍正三年乙巳九月初七日丑时生，雍正五年卒，年三岁。母嫡福晋兆佳氏。
- 第九子：阿穆瑚琅（无嗣）雍正四年丙午四月初五日生，雍正五年丁未闰三月十五日午时卒，年二岁。母庶福晋纳喇氏。

#### 孫
- 永喜
- 永琅
- 永杭
- 永福

#### 曾孫
- 綿譽

#### 玄孫
- 奕蘧

### 女儿
- 生女4人，成年3人。
- 第一女郡主，康熙四十二年癸未七月初十日生，母侧福晋瓜尔佳氏。康熙六十年辛丑五月，嫁津济里氏萨克信。乾隆四十一年卒，年七十四岁。
- 第二女郡主，康熙四十六年丁亥三月十八日生，母嫡福晋兆佳氏。康熙六十一年被康熙指婚嫁大学士伊桑阿之孙、伊都立之子福增额。四年后（雍正四年）卒，年二十岁。
- 第三女，康熙四十九年庚寅十月二十四日生，母侧福晋富察氏。康熙五十年十一月卒，年二岁。
- 第四女和硕和惠公主，康熙五十三年甲午十月初十日生，母嫡福晋兆佳氏。雍正初，抚养宫中；雍正七年十二月，下嫁喀尔喀博尔济锦氏多尔济塞布腾（先祖喀爾喀蒙古土謝圖汗袞布），生有一子桑斋多尔济。雍正九年卒，年十八岁。系光緒三年（1877年）丁丑科进士、镶白旗宗室盛昱之五世外祖母。

## 影视形象
| 年份   | 電視劇            | 飾演的演員 |
| 1980年 | 《大內群英》      | 賴水清     |
| 1988年 | 《满清十三皇朝Ⅱ》 | 邓德光     |
| 1995年 | 《九王夺位》      | 罗颂华     |
| 1997年 | 《雍正王朝》      | 王辉       |
| 2002年 | 《李衛當官》      | 王辉       |
| 2004年 | 《李衛當官2》     | 王辉       |
| 1997年 | 《江湖奇俠傳》    | 周浩東     |
| 2003年 | 《九五至尊》      | 艾威       |
| 2012年 | 《宫锁心玉》      | 田振崴     |
| 2012年 | 《步步惊心》      | 袁弘       |
| 2013年 | 《宫锁沉香》      | 陈晓       |
| 2013年 | 《我為宮狂》      | 吳雨樺     |
| 2019年 | 《梦回》          | 王安宇     |

## 延伸阅读
[在维基数据编辑]
 《清史稿/卷220》，出自趙爾巽《清史稿》

### 引用
1. ↑   鄭小悠; 橘玄雅; 夏天. 九王奪嫡. 山西人民出版社. 2021-04.引用內務府《口奏綠頭牌白頭本檔案》，康熙二十八年十二月初一日條
2. ↑   鄭小悠; 橘玄雅; 夏天. 九王奪嫡. 山西人民出版社. 2021-04.引用《綠頭牌白本檔案》，康熙三十八年十一月十三日條，中國第一歷史檔案館藏內務府奏銷檔縮微膠卷
3. ↑   鄭小悠; 橘玄雅; 夏天. 九王奪嫡. 山西人民出版社. 2021-04.引用雅爾江阿等滿文奏折，康熙朝（無具時），中國第一歷史檔案館藏
4. ↑   鄭小悠; 橘玄雅; 夏天. 九王奪嫡. 山西人民出版社. 2021-04.引用內務府《奏銷檔》，康熙四十七年九月十八日條，中國第一歷史檔案館藏
5. ↑  鄭小悠; 橘玄雅; 夏天. 九王奪嫡. 山西人民出版社. 2021-04.引用胤祉等滿文奏摺，康熙四十九年六月初十日，中國第一歷史檔案館藏
6. ↑  《清史稿》卷二百二十 列传七